# Telma Hopkins
Pour les articles homonymes, voir Hopkins.
Ne pas confondre avec l'athlète britannique Thelma Hopkins.
Telma Hopkins est une chanteuse et actrice américaine née le 28 octobre 1948 à Louisville, Kentucky (États-Unis). Elle est connue pour avoir joué le rôle de Rachel dans La Vie de famille.

## Biographie
Elle a été la choriste du chanteur Tony Orlando dans les années 70 et aussi le show de variété de Tony Orlando Dawn

## Filmographie
- 1979 : Racines 2 (TV) : Daisy
- 1979 : A New Kind of Family (série télévisée) : Jess Ashton (Dec-Jan)
- 1982 : Un vrai petit ange (TV) : Gail Desautel
- 1985 : Trancers de Charles Band : Engineer Ruth 'Ruthie' Raines
- 1988 : Rock 'n' Roll Mom (TV) : Edda
- 1989-1994 : La Vie de famille (série TV) : Rachel Crawford
- 1990 : Urgences (Vital Signs) : Dr. Kennan
- 1990 : How to Murder a Millionaire (TV) : Teresa
- 1991 : Trancers II de Charles Band : Cmdr. Raines
- 1992 : Trancers III de C. Courtney Joyner : Cmdr. Raines
- 1993 : Getting By (série TV) : Dolores Dixon
- 1994 : Count on Me (TV) de Paul Miller : Beverly English
- 1999 : The Wood de Rick Famuyiwa : Slim's Mother
- 2002-2006 : Half and Half (série télévisée) : Phyllis Thorne
- 2007 : Psych : Enquêteur malgré lui (série télévisée) saison 2 - épisode 11: Phylis Gaffney
- 2008 : Love Gourou de Marco Schnabel : Lillian
- 2019 : Bienvenue à l'hôtel de Noël (Christmas Hotel) de Marla Sokoloff (TV) : Alice
- 2019 - 2022 : Dead to Me (série télévisée) : Yolanda
- 2019-2022 : Bienvenue chez Mamilia : Maybelle
- 2021 : Matrix Resurrections : Freya
- 2021 : Les Feux de l’amour : Denise Tolliver (6 épisodes)
- 2023 : Not Dead Yet : Suzie (saison 1, épisode 10)
- 2023 : Run the World : Sandra (saison 2, épisode 5)
- 2023 : Act Your Age : Sharon (saison 1, épisode 15)